# Perron (platform)

Overzicht van verschillende configuraties van perrons. Een eilandperron is in dit diagram aangegeven met nummers 3 en 4

Perronhoogten in Europa:
groen: 550 mm,
blauw: 760 mm,
turkoois: 550/760 mm

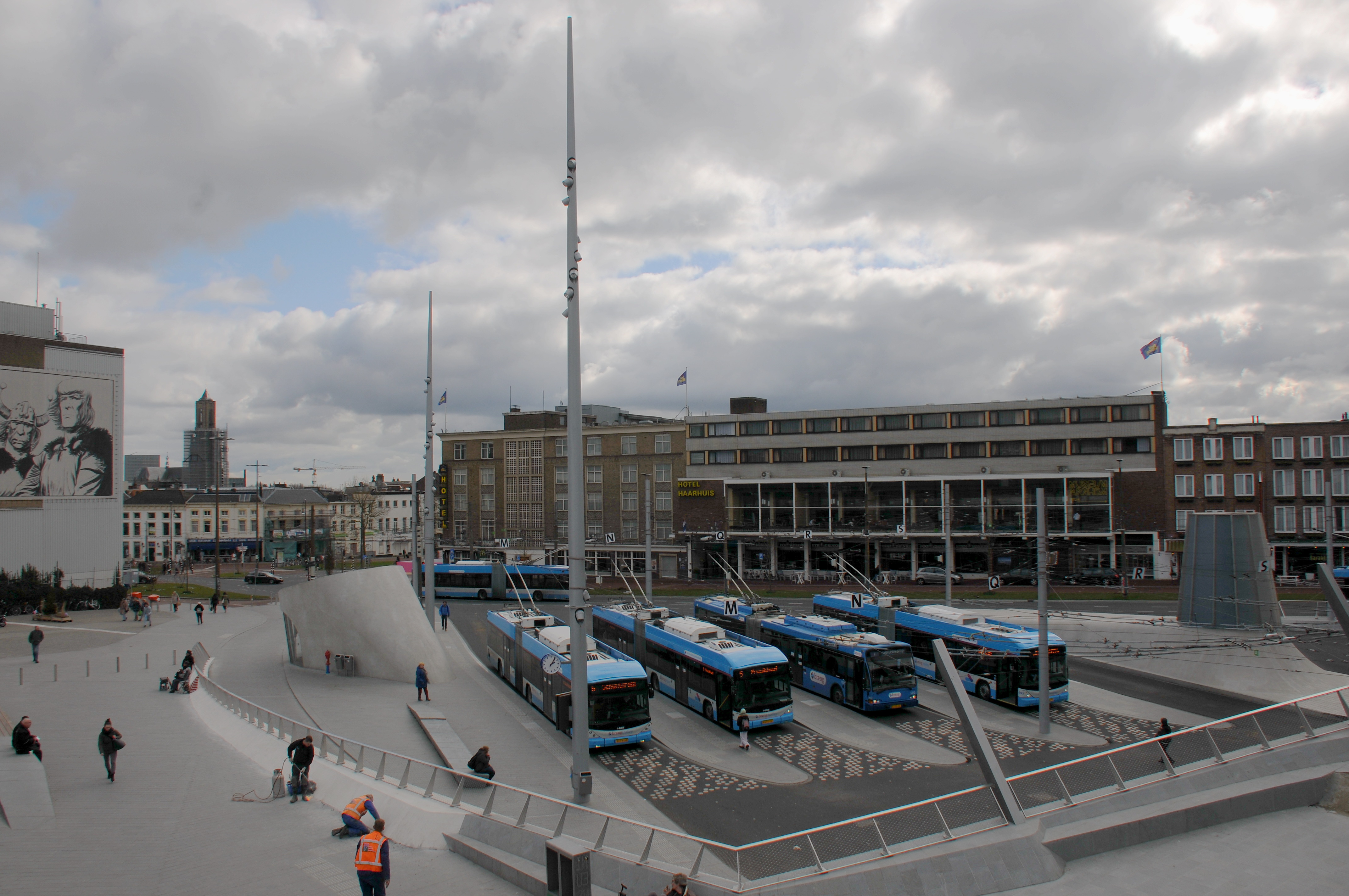
Perrons voor trolleybussen, Busstation Arnhem Centraal

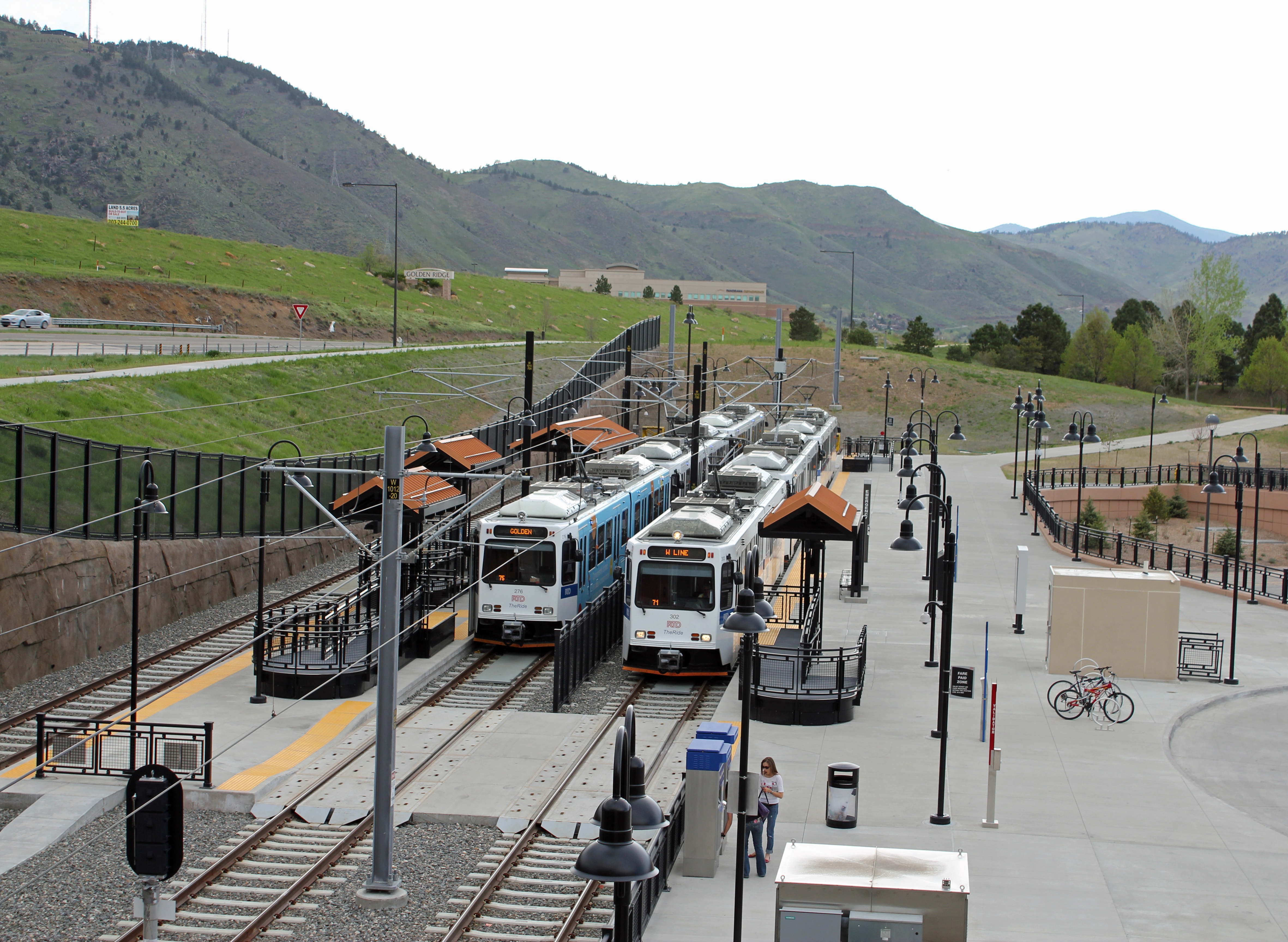
Zijperrons met oversteekplaats bij de lightrailhalte Jefferson County Government Center in Golden (Colorado)

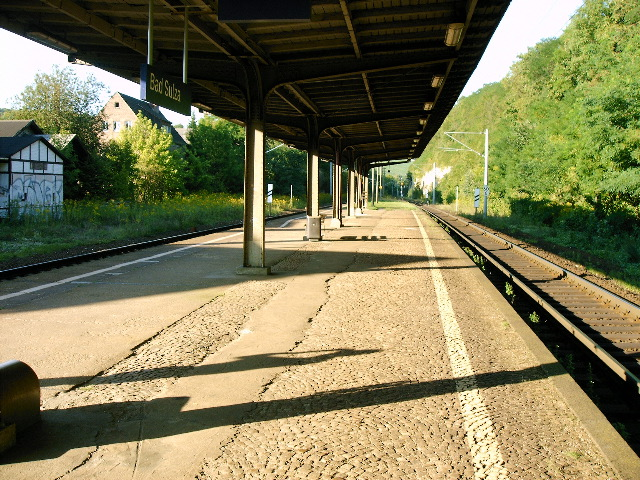
Eilandperron op het station van de Duitse plaats Bad Sulza

Een perron is een platform van een halte of een station, vooral in het openbaar vervoer. Het dient om reizigers gemakkelijk in en uit te laten stappen. Perrons komen voor bij vervoermiddelen die op vaste plaatsen stoppen, waaronder  bus, tram, metro, lightrail en trein.

## Gebruik van perrons en alternatieven
Door standaardisering van perron en voertuigvloer hoeft de reiziger maar weinig hoogteverschil te overbruggen. Dit is comfortabel en veilig voor de reiziger, maar ook de vervoerder heeft er baat bij, doordat het in- en uitstappen sneller gaat.
In het railtransport is het mogelijk de aansluiting zo goed te maken, dat rolstoelers en kinderwagens zonder hulpmiddelen in kunnen stappen bij haltes, metrostations en spoorwegstations. Bij trams is het niet altijd wenselijk en mogelijk om hoge perrons aan te leggen, maar met lagevloertrams is een instap zonder hoogteverschil bij de meeste haltes mogelijk.
Bij busvervoer kan de afstand tussen bus en perron een probleem zijn. Bij een halte die bij een bocht ligt, kan zelfs een nauwkeurig sturende chauffeur de spleet niet helemaal overbruggen, maar bij rechte haltes is een wielgeleidende trottoirband een uitkomst. Er zijn verschillende alternatieven geprobeerd. Geleide bussen in een speciaal aangelegde busbaan zijn kostbaar en niet overal mogelijk, terwijl elektronisch geleide bussen anno 2019 nog kinderziektes hebben. Knielbussen, waarbij de wagenvloer tot net boven de straat zakt, bleken duur en ingewikkeld, terwijl het knielen tijd kostte en het uitstappen eerder vertraagde. Wel zijn er verschillende bustypes die met een rolstoellift of rolstoelplank uitgevoerd kunnen worden, waaronder de Mercedes-Benz Integro en Intouro, de Berkhof Ambassador 200, de Setra S 417 UL en de MAN Lion's Regio. In het algemeen is de instap vergemakkelijkt door de invoering van lagevloerbussen.

## Hoogte
De hoogte van het perron wordt gemeten tot de kop van de spoorstaaf. In Nederland was de perronhoogte vanaf het begin 330 mm. In de tachtiger jaren werd een standaardhoogte van 840 mm aangehouden. In veel Europese landen wordt er naar gestreefd de EU-richtlijnen te volgen voor een perronhoogte van 550 mm of 760 mm. De vloer van de meeste treinen is hoger dan 760 mm, zodat reizigers meestal een hoogteverschil moeten overbruggen. Bij lighttrains als de LINT en Talent is de vloer op gelijke hoogte met de Europese norm van 760 mm. De Spurts van Arriva zijn als eerste speciaal aangepast aan de Nederlandse perronhoogte. De perrons in Noord-Nederland bleken niet allemaal even hoog te zijn, waardoor bij de komst van de Spurt toch problemen optraden.
In België komen verschillende perronhoogtes voor (280, 550 en 760 mm)
. Zelfs in grotere stations komen nog lage perrons voor (bijvoorbeeld Antwerpen-Berchem, Gent-Sint-Pieters en op het traject Luik - Luxemburg). In 2013 hadden nog minstens 17 stations te lage perrons. In Tsjechië en in de kleinste stations van Duitsland komt het voor dat een perron geheel ontbreekt; de reizigers wandelen over het spoor naar de trein. De hierdoor ontstane hoge opstap kan zowel voor mindervalide reizigers als voor reizigers met veel bagage een (groot) probleem vormen.

## Lengte
In Nederland bepaalt de lengte van een treinperron de maximale lengte van de reizigerstrein die er kan stoppen. Een trein die op elk station aan een lijn stopt mag dus niet langer zijn dan het kortste perron dat op die lijn voorkomt.
In België zijn treinen soms wel langer dan de perrons van sommige stations in een rit. Er wordt in dat geval omgeroepen in welke rijtuigen de reizigers niet mogen uitstappen.
Een perronlengte van 340 meter is geschikt voor de meeste Nederlandse intercitytreinen (tot 12 bakken). De meeste stoptreinstations kennen kortere perrons. Langere perrons komen ook voor - het langste perron in Nederland bevindt zich in Sittard en is 700 meter lang.
Als een stoptrein uitvalt, kan soms worden besloten dat de eerstvolgende intercity of sneltrein op ieder station stopt. Daarbij kan de geringe perronlengte van kleinere stations problematisch zijn.
Lange perrons zijn doorgaans onderverdeeld in een a- en b-zijde (soms ook een c-zijde), zodat er twee treinen tegelijk kunnen stoppen. Het spoor wordt dan meestal in tweeën gedeeld met een (kruis)wissel, waardoor de treinen los van elkaar via het naastliggende spoor kunnen arriveren en vertrekken.
Vertrekken er treinen waarin plaatsen gereserveerd zijn, dan is een perron vaak verdeeld in vakken, aangeduid met een hoofdletter. Elk vak is ongeveer even lang als een spoorrijtuig. Vooraf wordt dan (met een bord op het perron of met de omroepinstallatie) bekendgemaakt bij welk vak het rijtuig met een bepaald nummer stopt, zodat de vertrekkende reizigers meteen op de juiste plek van het perron kunnen gaan wachten.

## Perron, spoor en platform
Er kan onderscheid gemaakt worden tussen eilandperrons en zijperrons.

### Zijperron
Een zijperron heeft maar aan een zijde een spoor. Bij grotere stations is vaak het eerste perron (direct achter het stationsgebouw) een zijperron, en pas aan de overzijde van de eerste sporen ligt dan een eilandperron.
Kleinere stations langs de vrije baan zijn vaak voorzien van zijperrons. Dat heeft het voordeel dat de sporen niet uit elkaar gelegd hoeven te worden voor een perron, wat vooral opgaat bij stations die aan bestaande spoorlijnen worden gebouwd. Nadeel is dat er voor ieder perron een aparte ingang nodig is, of een oversteek: hetzij direct over het spoor of via trappen en liften.

### Eilandperron
Bij een eilandperron kunnen er aan beide zijden van een perron treinen stoppen. Hierdoor kunnen met een enkel perron twee, of indien er zaksporen aanwezig zijn, zelfs meerdere sporen ontsloten worden.

### Nummering

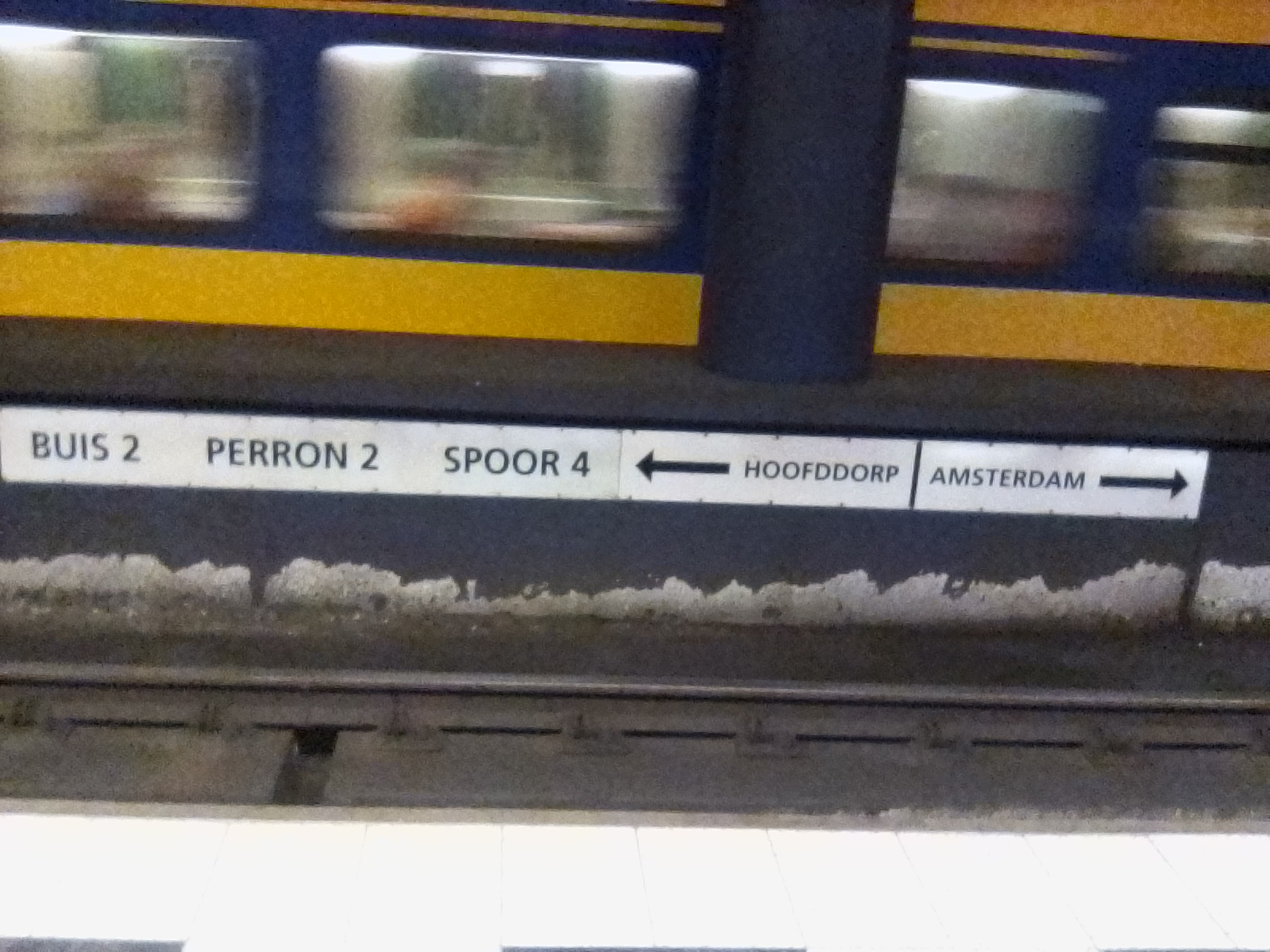
De tekst op de rand van het perron van station Schiphol Airport toont duidelijk dat er onderscheid wordt gemaakt tussen perron en spoor.

In het verleden gaven de spoorwegen aan vanaf welk perronnummer de treinen vertrokken. In bepaalde landen is dit in 2016 nog steeds het geval, de reiziger moet dan bij een eilandperron uitzoeken aan welke zijde van het perron de trein vertrekt. De spoorwegen geven het spoornummer aan, waarmee duidelijk is welke zijde van het perron bedoeld wordt.
In de volksmond wordt 'perron' gezegd als 'spoor' wordt bedoeld; in dat geval duidt het woord 'perron' op de helft van een eilandperron.
Het Engelse woord 'platform' wordt gebruikt daar waar Nederlandstaligen 'spoor' zeggen. Ook hierbij wordt dus - in veel gevallen - gedacht aan de helft van een perron.

### Reisinformatie
De borden die aangeven welke trein er als volgende van een perron vertrekt, heten CTA's. In Nederland zijn bij de mechanische aanwijzers vervangen door TFT-schermen, met daarop de eerst vertrekkende treinen. Op de perrons van onbemande stations en bij de ov-poortjes bevinden zich een of meerdere praatpalen. Meestal zijn daar ook schermen te vinden met een overzicht van vertrekkende treinen met daarbij eventuele vertraging en spoor van vertrek.

## Metro
Het perron van een metro of sneltram is 900 mm hoog (gemeten vanaf de kop van de spoorstaaf). Het meeste metromaterieel heeft een vloerhoogte die even hoog is. Hierdoor heeft een metro vrijwel altijd een gelijkvloerse instap.
Metroperrons van de Rotterdamse metro zijn doorgaans 120 meter lang zodat met maximaal vier gekoppelde metrostellen (Type T en B) kan worden gehalteerd. Dit is alleen mogelijk op de lijnen C en D. Perrons aan de sneltramlijnen van de Rotterdamse metro zijn doorgaans 90 meter lang, zodat hier met maximaal drie gekoppelde metrostellen kan worden gehalteerd. Het nieuwe materieel (Metrotype R), beschikt over een tussenbak en is daardoor ruim 12 meter langer dan het standaardmaterieel. Hierdoor zijn twee gekoppelde metrostellen met een lengte van 85 meter vergelijkbaar met drie gekoppelde metrostellen Type T en B. Met drie gekoppelde metrostellen halteren is niet mogelijk.

## Wielgeleidende trottoirband

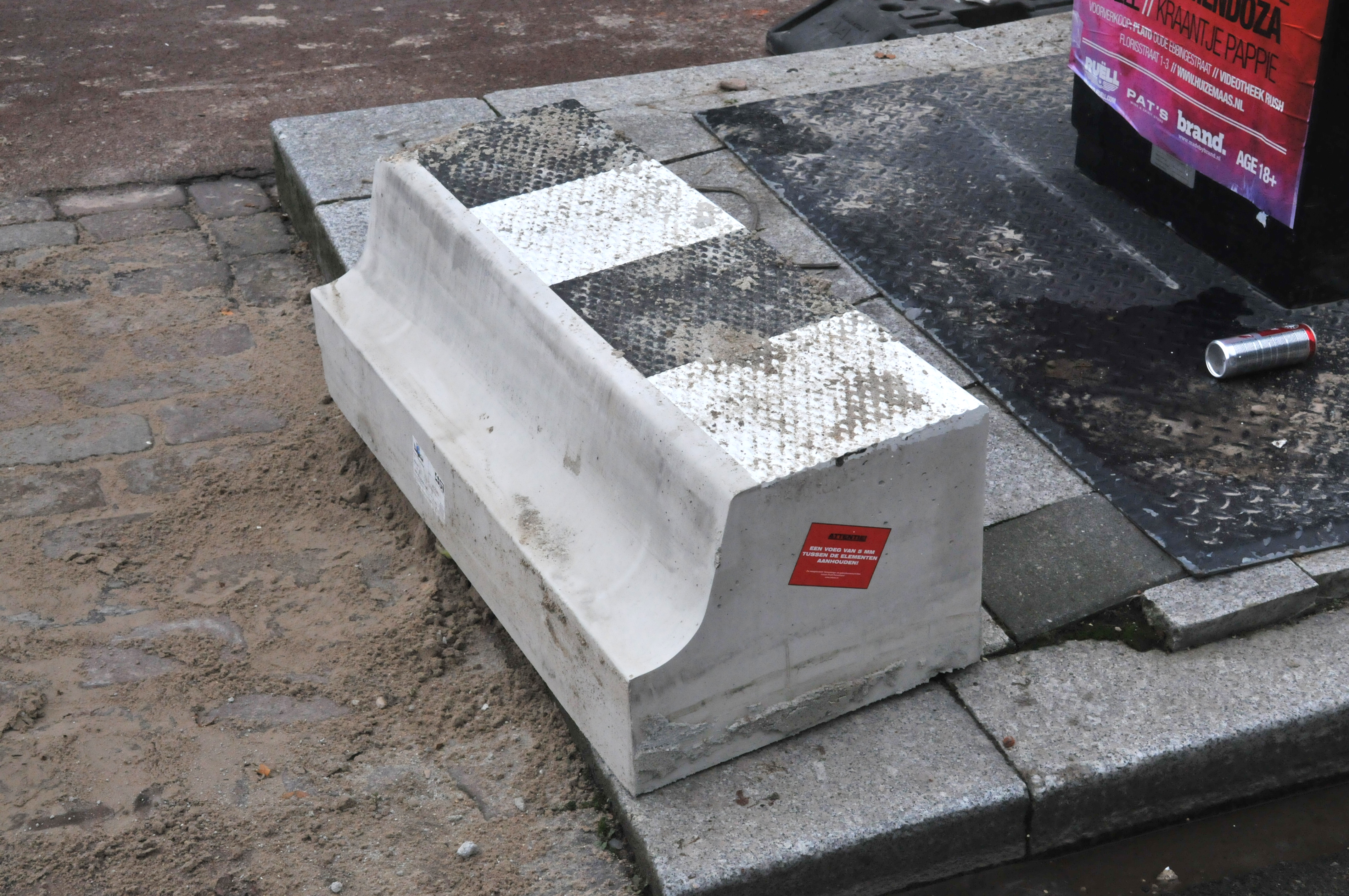
Wielgeleidende trottoirband en perronhoogte van 18 centimeter.

Met de komst van de lagevloertram en -bus, werd het mogelijk een gelijkvloerse instap te creëren door de perrons iets te verhogen. De vloerhoogte van lagevloermaterieel is maximaal 34 centimeter. De hoogte van de geleidende trottoirrand is in Nederland vastgesteld op 18 centimeter. De meeste haltes bij tram- en HOV-lijnen zijn of worden daarom verhoogd naar ongeveer 30 centimeter. De bushaltes worden bijvoorbeeld opgehoogd in de provincie Utrecht. Ook zijn veel bushaltes voorzien van wielgeleidende trottoirbanden wat halteren voor een buschauffeur gemakkelijker maakt.